# Gadjerawang jezik
Gadjerawang jezik (gadjerong, kajirrawung; ISO 639-3: gdh), gotovo izumrli ili izumrli jezik porodice djeragan, kojim je govorilo svega 3 osobe (Wurm and Hattori 1981) iz plemena Kadjerong, nekad rašireno na području Sjevernog teritorija i u australskoj državi Western Australia.
Pleme je bilo poznato i pod nazivima Kadjerawang, Kadjarong, Kadjeroen, Gadjerong, Kujera i Ginmu

## Vanjske poveznice
- Ethnologue (14th)
- Ethnologue (15th)